# Isabellnopping
Isabellnopping (Entoloma carneogriseum) är en svampart som först beskrevs av Berk. & Broome, och fick sitt nu gällande namn av Machiel Evert ("Chiel") Noordeloos 1987. Isabellnopping ingår i släktet Entoloma och familjen Entolomataceae.  Arten är reproducerande i Sverige. Inga underarter finns listade i Catalogue of Life.